# Belyta sanguinolenta
Belyta sanguinolenta är en stekelart som beskrevs av Christian Gottfried Daniel Nees von Esenbeck 1834. Belyta sanguinolenta ingår i släktet Belyta, och familjen hyllhornsteklar. Arten är reproducerande i Sverige.